# Rosette (primo piatto)
Le rosette o nidi di rondine (più raramente roselline) sono un primo piatto a base di rotelle di sfoglia farcite generalmente con formaggio, besciamella, prosciutto cotto, funghi o verdure e cotte in forno. Sono un piatto tradizionale dell'Emilia-Romagna: sono prodotte specialmente nella zona di Modena e in Romagna, dove si chiamano nidi di rondine per la caratteristica forma che ricorda un nido.

## Descrizione

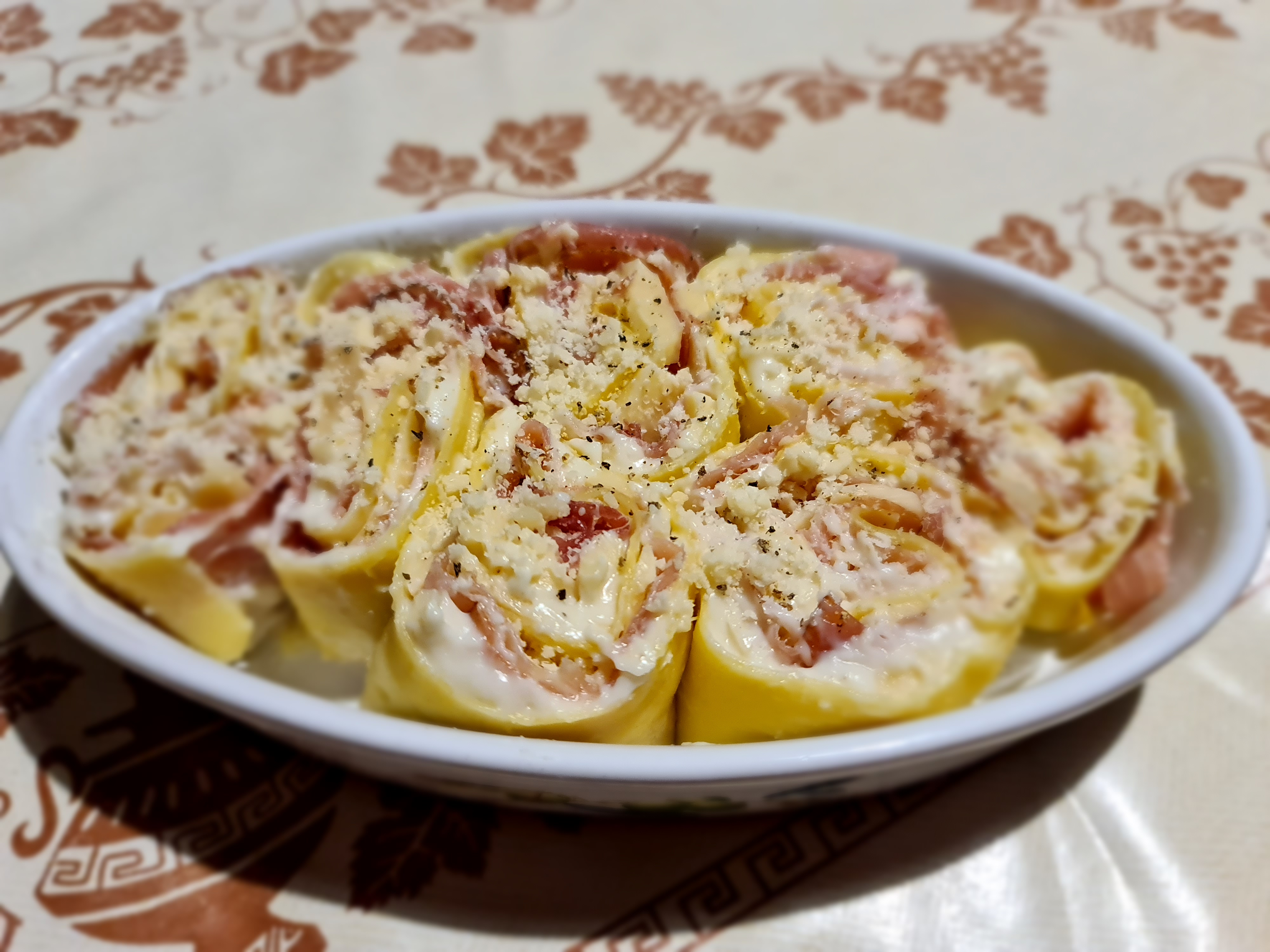
Nidi di rondine da infornare

Sono ricavate da una sfoglia preparata con uova e farina, su cui viene steso un ripieno tradizionalmente a base di formaggio (emmental e parmigiano), besciamella, prosciutto cotto, spinaci o funghi. In alternativa vengono utilizzati anche ingredienti diversi per il ripieno, come fontina o mozzarella, asparagi o zucchine. La sfoglia viene quindi arrotolata su sé stessa e tagliata a fette di circa 2 cm di spessore, disposte in una teglia, ricoperte di besciamella, parmigiano, eventualmente ragù, e infornate. 